# Saludos amigos
Saludos amigos es una película animada de 1942 producida por Walt Disney Productions y distribuida por RKO Radio Pictures. Aunque no tiene la duración propia de un largometraje, es el sexto largometraje de animación de Walt Disney Animation. Es una aventura ambientada en varias partes de Sudamérica, combinando la imagen real y la animación. Se compone de cuatro segmentos diferentes; el Pato Donald protagoniza dos de ellos y Goofy protagoniza uno. También presenta la primera aparición de José Carioca, el loro fumador de puros brasileño.

## Argumento
Esta película presenta cuatro segmentos diferentes, cada uno de los cuales comienza con varios clips de los artistas de Disney recorriendo el país, dibujando caricaturas de algunas de las culturas y paisajes locales que ven.

### Segmentos
- Lago Titicaca. En este segmento, los artistas de Disney hacen una caricatura en donde el Pato Donald visita el lago Titicaca en Bolivia y Perú, y conoce a algunos de los lugareños, incluyendo a una obstinada llama. Cuando Donald intenta montar a la llama sobre un puente, termina cayendo al lago y se aleja remando en ollas y sartenes.
- Pedro, el avioncito. Es la historia de Pedro, un pequeño avión chileno antropomórfico que parte de un aeropuerto cercano a Santiago de Chile iniciando su primer vuelo para recoger el correo aéreo de Mendoza y cruzar los Andes, en donde se enfrentará al Aconcagua, la montaña más grande de América. Pedro logra regresar sano y salvo al aeródromo con el correo, que resulta ser solo una postal.
- El gaucho Goofy. El narrador lleva al vaquero estadounidense Goofy desde Texas hacia las pampas argentinas para aprender las costumbres del estilo gaucho.
- Aquarela do Brasil. Este segmento musical introduce a un nuevo personaje llamado José Carioca, el cual acompaña a Donald a visitar los lugares más emblemáticos de Brasil con los sonidos de la samba. La historia del segmento final muestra a los artistas de Disney creando imágenes que se transforman mágicamente en otras imágenes. Una de ellas es una flor, que se transforma en el Pato Donald después de que una abeja entra en su boca. Cuando la abeja sale volando de su boca, Donald ve un pincel que crea un personaje completamente nuevo: José Carioca originario de Río de Janeiro, Brasil; quien le muestra Sudamérica al Pato Donald, le permite beber un trago de cachaça con él que es muy picante para Donald lo que le provoca hipo, y también le presenta la samba (con las melodías de «Aquarela do Brasil» y «Tico-Tico no Fubá»). Después de ello, la película finaliza.

## Reparto
- Lee Blair: Él mismo
- Mary Blair: Ella misma
- Pinto Colvig: Goofy
- Walt Disney: Él mismo
- Norman Ferguson: Él mismo
- Frank Graham: Él mismo (Narrador 1)
- Clarence Nash: Pato Donald
- Aloysio Oliveira: José Carioca
- Fred Shields: Narrador 2
- Frank Thomas: Él mismo
- Stuart Buchanan: Asistente de vuelo

## Doblaje
El doblaje en español de 1942, que estuvo a cargo de Edmundo Santos, es usado y distribuido en todos los países de habla hispana.
- Pato Donald: Clarence Nash
- José Carioca: José Oliveira
- Goofy: Pinto Colvig
- Narrador 1: Alberto Soria
- Narrador 2: Alberto Soria

## Banda sonora
La banda sonora original de la película fue compuesta por Edward H. Plumb, Paul J. Smith y Charles Wolcott. La canción principal, «Saludos Amigos», fue escrita para la película por Charles Wolcott y Ned Washington. La película también presentó la canción «Aquarela do Brasil», escrita por el popular compositor brasileño Ary Barroso e interpretada por Aloísio de Oliveira, y una versión instrumental de «Tico-Tico no Fubá», escrita por Zequinha de Abreu. «Aquarela do Brasil» fue escrita e interpretada por primera vez en 1939, pero no logró mucho éxito inicial. Sin embargo, después de aparecer en esta película se convirtió en un éxito internacional, convirtiéndose en la primera canción brasileña en ser reproducida más de un millón de veces en la radio estadounidense.
La banda sonora de la película fue lanzada por primera vez por Decca Records en 1944 como una colección de tres sencillos de 78 rpm.

### Listado de canciones
- Tema 1: «Saludos Amigos»
- Tema 2: «Inca Suite»
- Tema 3: «Brasil (Aquarela do Brazil)»
- Tema 4: «Bailes Argentinos»
- Tema 5: «Tico-Tico»
- Tema 6: «Pedro de Chile»

## Antecedentes
A principios de 1941, antes de la entrada de EE. UU. en la Segunda Guerra Mundial, el Departamento de Estado de los Estados Unidos encargó una gira de buena voluntad de Disney por América del Sur, con la intención de conducir a una película que se mostraría en diversos países del continente americano como parte de la Política de buena vecindad, promovida por el presidente Roosevelt. Esto se hizo porque varios gobiernos latinoamericanos tenían vínculos estrechos con la Alemania nazi, y el gobierno de EE. UU. quería contrarrestar esos vínculos. Mickey Mouse y otros personajes de Disney eran populares en América Latina y Walt Disney actuó como embajador. La gira, facilitada por Nelson Rockefeller, quien había sido designado como Coordinador de Asuntos Interamericanos (CIAA), llevó a Disney y a un grupo de aproximadamente veinte compositores, artistas, técnicos, etc, desde su estudio a Sudamérica, principalmente a Brasil y Argentina, pero también a Chile, Bolivia y Perú.
La película recibió garantías de préstamos federales, ya que los estudios Disney atravesaban una crisis económica, debido a que se había expandido el mercado a Europa justo antes de que los mercados europeos se cerraran para ellos por la guerra, y porque Disney atravesaba un serio problema sindical con los trabajadores de su estudio, incluyendo una huelga que estaba en marcha en ese momento y que fue desatendida debido al viaje de buena voluntad.
La película incluyó secuencias documentales de acción en vivo con imágenes de ciudades latinoamericanas modernas con rascacielos y residentes vestidos a la moda. Esto sorprendió a muchos espectadores estadounidenses contemporáneos, quienes asociaron tales imágenes solo con ciudades estadounidenses y europeas, y contribuyó a una impresión cambiante de América Latina. El historiador de cine Alfred Charles Richard Jr. ha comentado que Saludos Amigos "hizo más para cimentar una comunidad de intereses entre los pueblos de las Américas en unos pocos meses que el Departamento de Estado en cincuenta años".
Esta película también se caracteriza por ser la más corta de entre todos los largometrajes de Disney, dura solo 43 minutos.
La película recibió tres nomimaciones a los Óscar de la Academia por Mejor Música Original, Mejor Canción («Saludos Amigos») y Mejor Sonido.

## Controversia inicial porPedro, el avioncito
Como dato singular, el segmento Pedro, el avioncito provocó molestias entre algunos chilenos, pues muchos de ellos pensaban que Chile no había sido representado de manera «digna» con un personaje en forma de ave nacional (en este caso el cóndor, como Brasil que sí había obtenido un personaje con José Carioca).
Uno de los espectadores chilenos que había interpuesto una queja con dicha circunstancia fue el caricaturista de estilo humorístico René Rodolfo Ríos Boettiger, más conocido como "Pepo", quien decidió crear un personaje que «representase mejor» a Chile en 1949. Entonces creó el personaje Condorito, que, si bien no tiene que ver con Disney, sí logró más reconocimiento, no solo en el país sudamericano, sino a nivel internacional.

## Premios y nominaciones
| Premio                                   | Categoría                                  | Nominado(s)                                                         | Resultado |
| ---------------------------------------- | ------------------------------------------ | ------------------------------------------------------------------- | --------- |
| Premios de la Academia                   | Mejor banda sonora de una película musical | Edward H. Plumb, Paul Smith y Charles Wolcott                       | Nominado  |
| Premios de la Academia                   | Mejor canción original                     | «Saludos Amigos» Música de Charles Wolcott; Letra de Ned Washington | Nominado  |
| Premios de la Academia                   | Mejor grabación de sonido                  | CO Slyfield                                                         | Nominado  |
| Premios de la Junta Nacional de Revisión | Mejor Documental                           | Mejor Documental                                                    | Ganador   |

## Fechas de estreno
- Brasil: 24 de agosto de 1942 (Río de Janeiro)
- Argentina: 26 de agosto de 1942
- Chile: 14 de septiembre de 1942
- Australia: 15 de febrero de 1943
- Reino Unido: 15 de febrero de 1943
- México: 26 de abril de 1943
- Colombia: 13 de junio de 1943
- Grecia: 15 de julio de 1943
- Venezuela: 17 de agosto de 1943
- España: 21 de agosto de 1944
- Suecia: 18 de marzo de 1946
- Italia: 19 de septiembre de 1946
- Francia: 11 de febrero de 1947
- Holanda: 14 de abril de 1947
- Bélgica: 14 de abril de 1947
- Hong Kong: 19 de diciembre de 1947
- Egipto: 13 de septiembre de 1948
- Dinamarca: 18 de junio de 1949
- Noruega: 18 de junio de 1949
- Filipinas: 15 de noviembre de 1951
- Alemania: 17 de marzo de 1953
- Finlandia: 17 de abril de 1953
- Austria: 26 de marzo de 1954
- Japón: 20 de marzo de 1957
- Corea del Sur: 31 de octubre de 1959
- Uruguay: 12 de noviembre de 1966